# 2899 Runrun Shaw
2899 Runrun Shaw este un asteroid din centura principală, descoperit pe 8 octombrie 1964 de Observatorul Zijinshan.